# Eisschnelllauf-Sprintweltmeisterschaft 2005
Die 36. Eisschnelllauf-Sprintweltmeisterschaft wurde vom 22. bis 23. Januar im US-amerikanischen Salt Lake City (Utah Olympic Oval) ausgetragen.

## Wettbewerb
- 63 Sportler aus 14 Nationen nahmen am Mehrkampf teil

| Teilnehmende Nationen                       | Teilnehmende Nationen                | Teilnehmende Nationen                  | Teilnehmende Nationen       |
| ------------------------------------------- | ------------------------------------ | -------------------------------------- | --------------------------- |
| Belarus Kanada Volksrepublik China Finnland | Deutschland Italien Japan Kasachstan | Südkorea Niederlande Norwegen Russland | Schweden Vereinigte Staaten |

### Frauen

#### Endstand
- Zeigt die zwölf erfolgreichsten Sportlerinnen der Sprint-WM

| Rang | Name                      | 1. Lauf 500 Meter | Pkt.  | 1. Lauf 1.000 Meter | Pkt.  | 2. Lauf 500 Meter | Pkt.  | 2. Lauf 1.000 Meter | Pkt.  | Gesamt- pkt. |
| ---- | ------------------------- | ----------------- | ----- | ------------------- | ----- | ----------------- | ----- | ------------------- | ----- | ------------ |
| 1    | Jennifer Rodriguez        | 37,96 (4)         | 37,96 | 1:14,05 (2)         | 37,02 | 37,94 (4)         | 37,94 | 1:14,18 (1)         | 37,09 | 150,015      |
| 2    | Anschalika Kazjuha        | 37,75 (2)         | 37,75 | 1:14,65 (5)         | 37,32 | 38,12 (7)         | 38,12 | 1:14,44 (2)         | 37,22 | 150,415      |
| 3    | Sabine Völker             | 38,02 (6)         | 38,02 | 1:14,31 (3)         | 37,15 | 37,89 (1)         | 37,89 | 1:14,72 (5)         | 37,36 | 150,425      |
| 4    | Sayuri Yoshii             | 37,74 (1)         | 37,74 | 1:14,69 (6)         | 37,34 | 37,91 (3)         | 37,91 | 1:14,99 (8)         | 37,49 | 150,490      |
| 5    | Chiara Simionato          | 38,17 (9)         | 38,17 | 1:13,89 (1)         | 36,94 | 38,12 (7)         | 38,12 | 1:14,87 (6)         | 37,43 | 150,670      |
| 6    | Wang Beixing              | 38,08 (7)         | 38,08 | 1:14,80 (7)         | 37,40 | 38,12 (7)         | 38,12 | 1:14,92 (7)         | 37,46 | 151,060      |
| 7    | Tomomi Okazaki            | 37,84 (3)         | 37,84 | 1:15,78 (11)        | 37,89 | 37,90 (2)         | 37,90 | 1:15,19 (9)         | 37,59 | 151,225      |
| 8    | Cindy Klassen             | 38,30 (11)        | 38,30 | 1:14,43 (4)         | 37,21 | 38,56 (17)        | 38,56 | 1:14,47 (3)         | 37,23 | 151,310      |
| 9    | Monique Garbrecht-Enfeldt | 38,32 (13)        | 38,32 | 1:15,01 (8)         | 37,50 | 38,32 (13)        | 38,32 | 1:14,66 (4)         | 37,33 | 151,475      |
| 10   | Sayuri Osuga              | 37,98 (5)         | 37,98 | 1:15,83 (12)        | 37,91 | 37,94 (4)         | 37,94 | 1:15,60 (12)        | 37,80 | 151,635      |
| 11   | Marianne Timmer           | 38,33 (15)        | 38,33 | 1:15,71 (10)        | 37,85 | 38,14 (10)        | 38,14 | 1:15,25 (10)        | 37,62 | 151,950      |
| 12   | Shannon Rempel            | 38,31 (12)        | 38,31 | 1:16,08 (15)        | 38,04 | 38,01 (6)         | 38,01 | 1:15,42 (11)        | 37,71 | 152,070      |

#### 1. Lauf 500 Meter
| Platz | Name                          | Land                | Zeit  | Punkte |
| ----- | ----------------------------- | ------------------- | ----- | ------ |
| 1     | Sayuri Yoshii                 | Japan               | 37,74 | 37,74  |
| 2     | Anschalika Kazjuha            | Belarus             | 37,75 | 37,75  |
| 3     | Tomomi Okazaki                | Japan               | 37,84 | 37,84  |
| 4     | Jennifer Rodriguez            | Vereinigte Staaten  | 37,96 | 37,96  |
| 5     | Sayuri Ōsuga                  | Japan               | 37,98 | 37,98  |
| 6     | Sabine Völker                 | Deutschland         | 38,02 | 38,02  |
| 7     | Wang Beixing                  | Volksrepublik China | 38,08 | 38,08  |
| 8     | Jenny Wolf                    | Deutschland         | 38,14 | 38,14  |
| 9     | Chiara Simionato Lee Sang-hwa | Italien Südkorea    | 38,17 | 38,17  |
|       |                               |                     |       |        |
| 13    | Monique Garbrecht-Enfeldt     | Deutschland         | 38,32 | 38,32  |
| 20    | Pamela Zoellner               | Deutschland         | 38,64 | 38,64  |

#### 1. Lauf 1.000 Meter
| Platz | Name                      | Land                | Zeit    | Punkte |
| ----- | ------------------------- | ------------------- | ------- | ------ |
| 1     | Chiara Simionato          | Italien             | 1:13,89 | 36,94  |
| 2     | Jennifer Rodriguez        | Vereinigte Staaten  | 1:14,05 | 37,02  |
| 3     | Sabine Völker             | Deutschland         | 1:14,31 | 37,15  |
| 4     | Cindy Klassen             | Kanada              | 1:14,43 | 37,21  |
| 5     | Anschalika Kazjuha        | Belarus             | 1:14,65 | 37,32  |
| 6     | Sayuri Yoshii             | Japan               | 1:14,69 | 37,34  |
| 7     | Wang Beixing              | Volksrepublik China | 1:14,80 | 37,40  |
| 8     | Monique Garbrecht-Enfeldt | Deutschland         | 1:15,01 | 37,50  |
| 9     | Chris Witty               | Vereinigte Staaten  | 1:15,29 | 37,64  |
| 10    | Marianne Timmer           | Niederlande         | 1:15,71 | 37,85  |
|       |                           |                     |         |        |
| 20    | Pamela Zoellner           | Deutschland         | 1:16,79 | 38,39  |
| 26    | Jenny Wolf                | Deutschland         | 1:18,02 | 39,01  |

#### 2. Lauf 500 Meter
| Platz | Name                                             | Land                                | Zeit  | Punkte |
| ----- | ------------------------------------------------ | ----------------------------------- | ----- | ------ |
| 1     | Sabine Völker                                    | Deutschland                         | 37,89 | 37,89  |
| 2     | Tomomi Okazaki                                   | Japan                               | 37,90 | 37,90  |
| 3     | Sayuri Yoshii                                    | Japan                               | 37,91 | 37,91  |
| 4     | Jennifer Rodriguez Sayuri Ōsuga                  | Vereinigte Staaten Japan            | 37,94 | 37,94  |
| 6     | Shannon Rempel                                   | Kanada                              | 38,01 | 38,01  |
| 7     | Chiara Simionato Anschalika Kazjuha Wang Beixing | Italien Belarus Volksrepublik China | 38,12 | 38,12  |
| 10    | Marianne Timmer Jenny Wolf                       | Niederlande Deutschland             | 38,14 | 38,14  |
|       |                                                  |                                     |       |        |
| 13    | Monique Garbrecht-Enfeldt                        | Deutschland                         | 38,32 | 38,32  |
| 20    | Pamela Zoellner                                  | Deutschland                         | 38,80 | 38,80  |

#### 2. Lauf 1.000 Meter
| Platz | Name                      | Land                | Zeit    | Punkte |
| ----- | ------------------------- | ------------------- | ------- | ------ |
| 1     | Jennifer Rodriguez        | Vereinigte Staaten  | 1:14,18 | 37,09  |
| 2     | Anschalika Kazjuha        | Belarus             | 1:14,44 | 37,22  |
| 3     | Cindy Klassen             | Kanada              | 1:14,47 | 37,23  |
| 4     | Monique Garbrecht-Enfeldt | Deutschland         | 1:14,66 | 37,33  |
| 5     | Sabine Völker             | Deutschland         | 1:14,72 | 37,36  |
| 6     | Chiara Simionato          | Italien             | 1:14,87 | 37,43  |
| 7     | Wang Beixing              | Volksrepublik China | 1:14,92 | 37,46  |
| 8     | Sayuri Yoshii             | Japan               | 1:14,99 | 37,49  |
| 9     | Tomomi Okazaki            | Japan               | 1:15,19 | 37,59  |
| 10    | Marianne Timmer           | Niederlande         | 1:15,25 | 37,62  |
|       |                           |                     |         |        |
| 17    | Pamela Zoellner           | Deutschland         | 1:16,67 | 38,33  |
| 24    | Jenny Wolf                | Deutschland         | 1:17,64 | 38,82  |

### Männer

#### Endstand
- Zeigt die zwölf erfolgreichsten Sportler der Sprint-WM

| Rang | Name               | 1. Lauf 500 Meter | Pkt.  | 1. Lauf 1.000 Meter | Pkt.  | 2. Lauf 500 Meter | Pkt.  | 2. Lauf 1.000 Meter | Pkt.  | Gesamt- pkt. |
| ---- | ------------------ | ----------------- | ----- | ------------------- | ----- | ----------------- | ----- | ------------------- | ----- | ------------ |
| 1    | Erben Wennemars    | 34,75 (4)         | 34,75 | 1:08,30 (4)         | 34,15 | 34,68 (3)         | 34,68 | 1:07,46 (1)         | 33,73 | 137,310      |
| 2    | Jeremy Wotherspoon | 34,65 (3)         | 34,65 | 1:08,40 (5)         | 34,20 | 34,67 (1)         | 34,67 | 1:08,60 (8)         | 34,30 | 137,820      |
| 3    | Joey Cheek         | 34,88 (8)         | 34,88 | 1:08,59 (7)         | 34,29 | 34,70 (4)         | 34,70 | 1:08,20 (4)         | 34,10 | 137,975      |
| 4    | Masaaki Kobayashi  | 34,76 (5)         | 34,76 | 1:08,28 (3)         | 34,14 | 34,90 (7)         | 34,90 | 1:08,50 (5)         | 34,25 | 138,050      |
| 5    | Dmitri Lobkow      | 34,63 (2)         | 34,63 | 1:08,78 (9)         | 34,39 | 34,67 (1)         | 34,67 | 1:08,82 (10)        | 34,41 | 138,100      |
| 6    | Jan Bos            | 35,25 (14)        | 35,25 | 1:08,00 (1)         | 34,00 | 35,26 (11)        | 35,26 | 1:07,92 (3)         | 33,96 | 138,470      |
| 7    | Shani Davis        | 35,43 (20)        | 35,43 | 1:08,04 (2)         | 34,02 | 35,43 (17)        | 35,43 | 1:07,67 (2)         | 33,83 | 138,715      |
| 8    | Casey Fitzrandolph | 34,99 (9)         | 34,99 | 1:08,84 (11)        | 34,42 | 35,11 (10)        | 35,11 | 1:08,50 (5)         | 34,25 | 138,770      |
| 9    | Joji Kato          | 34,80 (6)         | 34,80 | 1:09,54 (17)        | 34,77 | 34,89 (6)         | 34,89 | 1:09,08 (14)        | 34,54 | 139,000      |
| 10   | Hiroyasu Shimizu   | 35,12 (10)        | 35,12 | 1:09,49 (16)        | 34,74 | 34,82 (5)         | 34,82 | 1:09,09 (15)        | 34,54 | 139,230      |
| 11   | Lee Kyu-hyeok      | 35,21 (13)        | 35,21 | 1:08,59 (7)         | 34,29 | 35,42 (16)        | 35,42 | 1:08,75 (9)         | 34,37 | 139,300      |
| 12   | Pekka Koskela      | 34,80 (6)         | 34,80 | 1:09,23 (14)        | 34,61 | 35,36 (13)        | 35,36 | 1:09,35 (18)        | 34,67 | 139,450      |

#### 1. Lauf 500 Meter
| Platz | Name                    | Land                | Zeit  | Punkte |
| ----- | ----------------------- | ------------------- | ----- | ------ |
| 1     | Yu Fengtong             | Volksrepublik China | 34,59 | 34,59  |
| 2     | Dmitri Lobkow           | Russland            | 34,63 | 34,63  |
| 3     | Jeremy Wotherspoon      | Kanada              | 34,65 | 34,65  |
| 4     | Erben Wennemars         | Niederlande         | 34,75 | 34,75  |
| 5     | Masaaki Kobayashi       | Japan               | 34,76 | 34,76  |
| 6     | Pekka Koskela Jōji Katō | Finnland Japan      | 34,80 | 34,80  |
| 8     | Joey Cheek              | Vereinigte Staaten  | 34,88 | 34,88  |
| 9     | Casey Fitzrandolph      | Vereinigte Staaten  | 34,99 | 34,99  |
| 10    | Hiroyasu Shimizu        | Japan               | 35,12 | 35,12  |
|       |                         |                     |       |        |
| 20    | Jacques de Koning       | Niederlande         | 35,43 | 35,43  |

#### 1. Lauf 1.000 Meter
| Platz | Name                      | Land                        | Zeit    | Punkte |
| ----- | ------------------------- | --------------------------- | ------- | ------ |
| 1     | Jan Bos                   | Niederlande                 | 1:08,00 | 34,00  |
| 2     | Shani Davis               | Vereinigte Staaten          | 1:08,04 | 34,02  |
| 3     | Masaaki Kobayashi         | Japan                       | 1:08,28 | 34,14  |
| 4     | Erben Wennemars           | Niederlande                 | 1:08,30 | 34,15  |
| 5     | Jeremy Wotherspoon        | Kanada                      | 1:08,40 | 34,20  |
| 6     | Petter Andersen           | Norwegen                    | 1:08,55 | 34,27  |
| 7     | Joey Cheek Lee Kyu-hyeok  | Vereinigte Staaten Südkorea | 1:08,59 | 34,29  |
| 9     | Dmitri Lobkow Even Wetten | Russland Norwegen           | 1:08,78 | 34,39  |
|       |                           |                             |         |        |
| 21    | Christian Breuer          | Deutschland                 | 1:10,28 | 35,14  |
| 28    | Dino Gillarduzzi          | Deutschland                 | 1:11,23 | 35,61  |

#### 2. Lauf 500 Meter
| Platz | Name                             | Land                | Zeit  | Punkte |
| ----- | -------------------------------- | ------------------- | ----- | ------ |
| 1     | Dmitri Lobkow Jeremy Wotherspoon | Russland Kanada     | 34,67 | 34,67  |
| 3     | Erben Wennemars                  | Niederlande         | 34,68 | 34,68  |
| 4     | Joey Cheek                       | Vereinigte Staaten  | 34,70 | 34,70  |
| 5     | Hiroyasu Shimizu                 | Japan               | 34,82 | 34,82  |
| 6     | Jōji Katō                        | Japan               | 34,89 | 34,89  |
| 7     | Masaaki Kobayashi                | Japan               | 34,90 | 34,90  |
| 8     | Yu Fengtong                      | Volksrepublik China | 34,93 | 34,93  |
| 9     | Li Yu                            | Volksrepublik China | 35,04 | 35,04  |
| 10    | Casey Fitzrandolph               | Vereinigte Staaten  | 35,11 | 35,11  |
|       |                                  |                     |       |        |
| 26    | Dino Gillarduzzi                 | Deutschland         | 35,99 | 35,99  |
| 27    | Christian Breuer                 | Deutschland         | 36,04 | 36,04  |

#### 2. Lauf 1.000 Meter
| Platz | Name                                 | Land                     | Zeit    | Punkte |
| ----- | ------------------------------------ | ------------------------ | ------- | ------ |
| 1     | Erben Wennemars                      | Niederlande              | 1:07,46 | 33,73  |
| 2     | Shani Davis                          | Vereinigte Staaten       | 1:07,67 | 33,83  |
| 3     | Jan Bos                              | Niederlande              | 1:07,92 | 33,96  |
| 4     | Joey Cheek                           | Vereinigte Staaten       | 1:08,20 | 34,10  |
| 5     | Masaaki Kobayashi Casey Fitzrandolph | Japan Vereinigte Staaten | 1:08,50 | 34,25  |
| 7     | Kip Carpenter                        | Vereinigte Staaten       | 1:08,58 | 34,29  |
| 8     | Jeremy Wotherspoon                   | Kanada                   | 1:08,60 | 34,30  |
| 9     | Lee Kyu-hyeok                        | Südkorea                 | 1:08,75 | 34,37  |
| 10    | Dmitri Lobkow                        | Russland                 | 1:08,82 | 34,41  |
|       |                                      |                          |         |        |
| 24    | Christian Breuer                     | Deutschland              | 1:09,94 | 34,97  |